# Takashi Makiuchi
Takashi Makiuchi (牧内崇志?, Makiuchi Takashi; 17 marzo 1981) è un ex giocatore di football americano giapponese, che ha giocato come linebacker.
Dopo aver giocato per la squadra universitaria dei Niigata Tigers si è trasferito ai Kajima Deers.

## Palmarès
- 1 Rice Bowl (Kajima Deers, 2009)